# Walter Unger (Politiker, 1943)
Walter Unger (* 30. Mai 1943 in Gablonz, Reichsgau Sudetenland) ist ein deutscher Politiker (SPD) und Rechtsanwalt.
Nachdem die meisten deutschen Bewohner auf Grund der Beneš-Dekrete aus Gablonz vertrieben wurden, kam Ungers Familie nach Oberhessen. Er studierte Rechtswissenschaft an der Johann-Wolfgang-Goethe-Universität Frankfurt am Main. Dort promovierte er im Jahr 1971 mit der Dissertation Die Anforderungen des Grundgesetzes an die Struktur supranationaler Gemeinschaften. Unger war von 1973 bis 1980 in der Wiesbadener Stadtverwaltung tätig. Hier fungierte er unter anderem als Leiter des Ordnungsamtes. 
Am 1. Mai 1980 übernahm er das Amt des Ersten Stadtrates sowie das des Baudezernenten der Stadt Maintal. Im März 1983 wurde er, nach einer parteipolitisch turbulenten Kandidatenkür von den Stadtverordneten überraschend mit knapper Mehrheit gewählt, neuer Bürgermeister der Stadt Maintal und löste damit seinen Parteikollegen Erwin Henkel ab. Unger selbst blieb bis zum Jahr 1995 Bürgermeister. Nach 12 Jahren im Amt verzichtete er auf eine Kandidatur bei der Bürgermeisterwahl. Bei der nun 1995 stattfindenden Wahl, der ersten Direktwahl in Maintal, wurde Erhard Rohrbach (CDU) zu seinem Nachfolger gewählt.
Nach dem Ende seiner politischen Karriere arbeitet Unger seit 1995 als Rechtsanwalt in Maintal und berät unter anderem Kommunen in Fragen der Verwaltungsreform. Auch für die Stadt Maintal wurde er juristisch tätig. Für die Kommunale Gemeinschaftsstelle für Verwaltungsmanagement (KGSt) beteiligte er sich an der Erstellung verschiedener Gutachten und Berichte, gehörte dem Verwaltungsrat an, sowie dem Gutachterausschuss für Personalfragen. 
Im Jahr 2003 vertrat Unger die Klage gegen die im September erfolgte Bürgermeisterstichwahl. 2005 wurde die Klage von der siebten Kammer des  Verwaltungsgerichts Frankfurt am Main abgewiesen.

## Schriften
- mit Johannes Fischer: Führung und Organisation (= Die neue Kommunalverwaltung. Bd. 3). Jehle, München u. a. 2001, ISBN 3-7825-0419-4.